# Израильско-северокорейские отношения
Отношения Израиля и КНДР крайне враждебные. КНДР не признает право государства Израиль на существование, называя его «империалистическим спутником». С 1988 года она признает суверенитет Палестины на территории всего Израиля, за исключением Голанских высот, которые КНДР признает как часть Сирии.

## История
КНДР отправила 20 пилотов и 19 человек невоенного персонала в Египет во время Войны Судного дня 1973 года. Эти люди имели 4-6 встреч с израильтянами в период с августа и до окончания войны. Согласно Шломо Алони, последнему участнику событий на египетском фронте, случившимся 6 декабря, он видел как израильский F-4s подбил пилотируемый северокорейцами МиГ-21s. Израильтяне сбили один МиГ, а другой был подбит «дружественным огнем» египетских ВВС.
В течение многих лет КНДР предоставляла ракетные технологии соседям Израиля: Ирану, Сирии, Ливии и Египту. Сирия, имеющая большой опыт противостояния с Израилем, долго поддерживала отношения с КНДР, которые основывались на сотрудничестве и обмене опытом в ядерных программах обеих стран. 6 сентября 2007 года израильские ВВС нанесли авиаудар (Операция «Фруктовый сад») по целям в сирийском регионе Дайр-эз-Заур. По сообщениям СМИ, 10 северокорейцев, которые «помогали при строительстве ядерного реактора в Сирии» погибли в результате авиаудара.
Когда КНДР приоткрыла железный занавес для иностранных туристов в 1986 году, было сделано исключение для граждан Израиля, Японии, США и Франции. Люди еврейской национальности из разных стран мира испытывали проблемы при въезде в КНДР. Израиль призывал мировое сообщество принять меры против ядерной программы КНДР. Предполагалось, что КНДР старалась смоделировать свою программу ядерного оружия по примеру израильской, как «маленькое государство нуждающееся в средстве сдерживания против окружающих его могущественных врагов; чтобы показать достаточно активности в обладании ядерным оружием окружающему миру, но без официального объявления его обладания: короче говоря, постараться принять на вооружение мощное оружие, как сильный козырь, и оставить всех в недоумении и раздумьях, есть ли у них на самом деле ядерное оружие и когда эта страна сможет им воспользоваться.».
Зимой 1999 года в Стокгольме произошла встреча посла КНДР в Швеции Сон Му Сина и израильского посла в королевстве Гидеона Бен-Ами. Корейская сторона попросила у израильтян $1 млрд наличными в обмен на прекращение сотрудничества с Ираном. После нескольких дней раздумий, израильтяне предложили поставить КНДР продовольственную помощь на эту сумму, однако северокорейские дипломаты отклонили предложение. О проведении встречи стало известно от высокопоставленного северокорейского дипломата Тэ Юн Хо, который был на ней переводчиком, а затем сбежал в Южную Корею, где и проживает в настоящее время.
В мае 2010 года глава МИД Израиля Авигдор Либерман назвал КНДР частью «Оси зла»:

«Ось зла, которая включает в себя Северную Корею, Сирию и Иран, это самая большая угроза всему миру».

В 2014 году во время конфликта в Газе, КНДР вело переговоры о поставке оружия группировке Хамас. Несколько дней спустя ЦТАК опровергло данные о таких переговорах.
В начале сентября 2017 года МИД Израиля распространил заявление, осуждающее ядерные испытания в КНДР.
В начале июня 2021 года МИД КНДР обвинил Израиль в геноциде и преступлениях против человечности, назвал его политику человеконенавистнической и жаждущей территориальной экспансии по результатам антитеррористической операции в секторе Газа летом этого же года.